# Mona

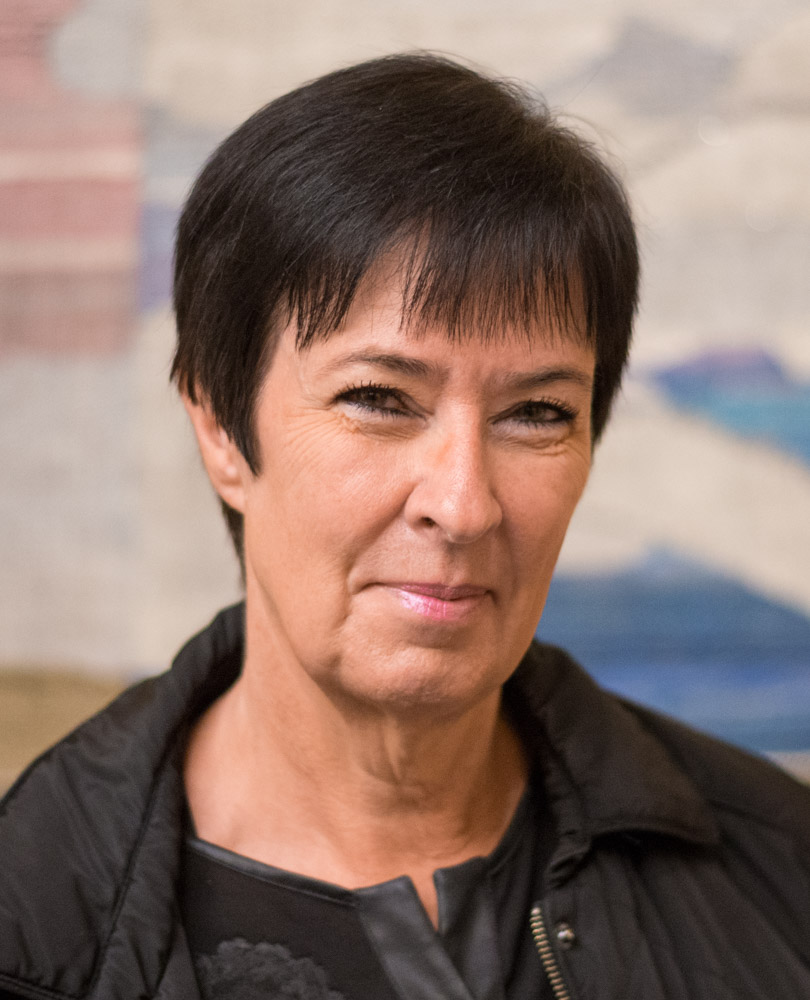
Mona Sahlin, 2015.

Mona är ett kvinnonamn med många historier bland annat från persiskan, spanskan och grekiskan. Namnets ursprung är omtvistat och det finns i många former över hela världen. Den arabiska betydelsen är "önskan" eller "önskad", den grekiska betydelsen är ''enslig'' eller ''enda''. Det kan vara en kortform av Monika, som använts i Sverige sedan 1870-talet. Muna är en vanlig stavning i Indien. Det är dels en kortform av det spanska namnet Ramona, På spanska kan det även vara femininum av mono som betyder "söt". Mona förekommer även i persiskan.
På 1940- och 1950-talet var Mona ett modenamn i Sverige.
31 december 2005 fanns det totalt 22 875 personer i Sverige med namnet, varav 16 333 med det som tilltalsnamn.
År 2003 fick 71 flickor namnet, varav 21 fick det som tilltalsnamn.
Namnsdag i Sverige: 4 maj. I den finlandssvenska namnsdagslängden har Mona namnsdag 15 juni sedan starten 1929, då en egen namnsdagskalender togs i bruk för finlandssvenskar.

## Personer med namnet Mona
- Mona Andersson, skådespelerska
- Mona Berglund Nilsson, politiker (s)
- Mona Brorsson, skidskytt
- Mona Dan-Bergman, skådespelerska
- Mouna Esmaeilzadeh, läkare, neuroforskare, entreprenör och TV-personlighet
- Mona Geijer-Falkner, skådespelerska
- Mona Grain, sångerska
- Mona Haskel, sekreterare och scripta hos AB Svenska Ord
- Mona Hofland, norsk skådespelerska
- Mona Johannesson, supermodell
- Mona Krantz, radioprofil
- Mona Malm, skådespelare
- Mona Masri, radiopratare
- Mona Månsson, skådespelerska
- Mona Mårtenson, skådespelerska
- Mona Sahlin, politiker
- Mona Seilitz, skådespelerska
- Mona Simpson, amerikansk författare
- Mona Tumba, företagare i hälsobranschen
- Mona Wessman, sångerska
- Mona Åstrand, skådespelerska

## Fiktiva figurer med namnet Mona
- Mona, i Bert-serien kompis med Ida